# Зюлте
Зюлте (нидерл. Zulte) — коммуна и город в провинции Восточная Фландрия. Коммуна состоит из трёх городов: Мехелен, Олсен и Зюлте. По состоянию на 1 января 2006 года население составляет 14 611 человек. Площадь коммуны — 32,52 км² при плотности населения 449 чел./км². С 1891 года в городе начали варить пиво, но пивоварня в Зюлте является лишь частью пивоварни Алкен-Маас. Местная футбольная команда Зюлте-Варегем выступает в высшем бельгийском дивизионе с 2006 года, и она даже пробивалась в Кубок УЕФА, где достойно выступила.

## Известные жители
- Герард Реве — писатель.